# Никитин, Андрей Афанасьевич
Андрей Афанасьевич Никитин (1794—1859) — тайный советник, литератор, один из основателей Вольного общества любителей российской словесности.

## Биография
Родился в Калуге в 1790 году, по другим сведениям — в 1789 или 1794 годах. Первоначальное образование получил в Калуге: учился в уездном училище, губернской гимназии и Дворянском корпусе.
В 1804 году появилась его первая публикация в калужском журнале «Урания». В июле 1807 года он был принят в студенты Московского университета, где подружился с А. Д. Боровковым. По окончании университета в 1809 году поступил в Межевой департамент Сената. Вся служебная деятельность его прошла в Санкт-Петербурге. Он был секретарём члена Государственного совета И. Н. Неплюева; с ноября 1817 года преподавал в Горном кадетском корпусе риторику, логику, поэзию, мифологию и российское сочинение.
В 1825 году был определён с званием обер-гаттенфервальтера VІІІ класса советником Санкт-Петербургской казённой палаты по управлению питейными сборами. С 1 сентября 1828 года состоял экспедитором в Государственном Совете.
В январе 1835 года он был определён исправляющим должность статс-секретаря Государственного совета. В том же году, 31 декабря, он был произведён в действительные статские советники, а 27 декабря 1837 года он был назначен членом Совета Министра государственных имуществ с оставлением в прежней должности. В 1843 году произведён в тайные советники. В должности статс-секретаря Государственного совета Никитин состоял до 4 июня 1853 года, когда состоялось его назначение членом Комиссии прошений, на Высочайшее имя приносимых.
Масон, член петербургской ложи «Избранного Михаила», которой руководили Ф. П. Толстой и Ф. Н. Глинка, был её обрядоначальником и оратором; в связи с этим сблизился с декабристами.
Жил в доме № 10 на 13-й линии Васильевского острова.
Умер 12 (24) февраля 1859 года. Похоронен на Смоленском православном кладбище в Петербурге.
Свои стихи печатал в «Соревнователе просвещения и благотворения» (1817—1819) и «Благонамеренном» (1820); в 1818 году в Петербурге вышел сборник «Сочинения и переводы в стихах и прозе». Также он публиковал свои переводы стихов с немецкого и латыни (Оссиан и Гораций). С 19 июня 1819 года он был членом Санкт-Петербургского Вольного общества любителей словесности, наук и художеств; был его секретарём и членом цензурного комитета. Его друг поэт Ф. Н. Глинка, посвятил Никитину свою поэму «Дева карельских лесов» (1828).